# La Vie et rien d'autre
La Vie et rien d'autre is een Franse film van Bertrand Tavernier die werd uitgebracht in 1989. 
Dit oorlogsdrama behoorde tot de vijf meest succesrijke Franse films van 1989 in Frankrijk. De film werd bekroond met twee Césars (Philippe Noiret als beste acteur en Oswald d'Andréa voor beste muziek) en met de BAFTA-prijs voor beste niet-Engelstalige film.

## Verhaal
1920, ruim twee jaar na het einde van de Eerste Wereldoorlog. Twee Franse vrouwen zijn op zoek naar hun vermiste geliefde. Irène de Courtil, een koele vrouw van hoge afkomst, zoekt haar man en Alice, een jongere eenvoudige vrouw, zoekt haar verloofde. Zo komen ze beiden terecht bij commandant Dellaplane. 
Deze hooggeplaatste officier probeert de talrijke dode en in het krijgsgewoel vermiste Franse militairen te inventariseren. Daartoe registreert hij de beschrijvingen die de families van hun vermisten geven en dan gaat hij na of die overeenstemmen met de lijken en de sporen die tijdens de zoektochten op de slagvelden worden aangetroffen. Op die manier wil hij de slachtoffers een graf geven en zo hun identiteit teruggeven. 

## Rolverdeling
| Acteur            | Personage             |
| ----------------- | --------------------- |
| Philippe Noiret   | commandant Dellaplane |
| Sabine Azéma      | Irène de Courtil      |
| Pascale Vignal    | Alice                 |
| Maurice Barrier   | Mercadot              |
| François Perrot   | kapitein Perrin       |
| Jean-Pol Dubois   | André                 |
| Daniel Russo      | luitenant Trévise     |
| Michel Duchaussoy | generaal Villerieux   |